# عبد الواسع المطري
عبد الواسع المطري (مواليد 4 يوليو 1994) لاعب كرة قدم يمني يجيد اللعب في مركز الوسط ويلعب حالياً مع نادي سترة البحريني والمنتخب اليمني.

## روابط خارجية
- عبد الواسع المطري على موقع الاتحاد الدولي (مؤرشف)  (الإنجليزية)
- عبد الواسع المطري على موقع قاعدة بيانات كرة القدم.إي يو (الإنجليزية)
- عبد الواسع المطري على موقع ناشيونال فوتبول تيمز (الإنجليزية)
- عبد الواسع المطري على موقع Soccerway.com (الإنجليزية)